# Curtis
Curtis és un municipi de la província de la Corunya a Galícia. Pertany a la Comarca de Betanzos. Limita al nord amb Oza dos Ríos i Aranga, a l'est amb Guitiriz i a l'oest amb Mesía i Cesuras.
| 4.335 | 5.678 | 6.723 | 5.084 | 4.421 |
| Fonts: INE i IGE (Els criteris de registre censal variaren i les dades de l'INE i de l'IGE poden no coincidir.) |       |       |       |       |

## Parròquies
- Curtis (Santaia)
- Fisteus (Santa María)
- Foxado (Santa María)
- Santa María de Lurdes (Santa María)

## Persones il·lustres
- Benigno Andrade Foucellas, maquis antifranquista.